# Rigger (Veranstaltungstechnik)
Rigger sind in der Veranstaltungstechnik Höhenarbeiter, die mit dem Auf- und Abbau der Traversen bei Veranstaltungen beschäftigt sind. Die Rigger hängen die Traversen mit Ketten, Seilen, Lastschlaufen und Schäkeln an bestimmte Punkte unter die Hallendecke.
Die Traversen bestehen meistens aus Aluminiumprofilen in Form von Fachwerkträgern. Zum Anheben und Absenken der zum Teil tonnenschweren Elemente werden spezielle Elektrokettenzüge oder Handkettenzüge eingesetzt. Im Theater werden vorzugsweise Prospektzüge verwendet.
Eine Abnahme durch den Prüfstatiker etc. erfolgt in der Regel nur bei sehr komplexen Konstruktionen.
Bei Fliegenden Bauten nach DIN 4112 prüft die zuständige Baubehörde die Statik und erstellt daraus ein Prüfbuch. Das Aufstellen eines Fliegenden Baus ist zwei Wochen vor Aufbaubeginn der zuständigen Behörde am Aufbauort schriftlich anzuzeigen. In der Regel schickt die zuständige Behörde einen Prüfer zur Abnahme des Bauwerks unter Zuhilfenahme des Prüfbuches. In diesem sind z. B. Zeichnungen, Auflagen, Statische Berechnung, Anordnung und Position der Ballastierung, Zulässige Anhängelasten, Windstärkenbegrenzung, Materialnachweise etc. vorhanden.
Bei normalen Aufbauten bis zu zwei Punkten ist eine Lastberechnung unter Zuhilfenahme der Lasttabellen des Herstellers ohne Probleme selbst durchführbar. Ab dem dritten Punkt gestalteten sich diese Berechnungen so schwierig, dass diese durch einen Statiker durchgeführt werden müssen.
Ursprünglich bezeichnet der Begriff Rigger die Personen, die mit der Takelage (Rigg) von Segelschiffen befasst sind.

## Ausbildung
Die IGVW (Interessengemeinschaft Veranstaltungswirtschaft) definiert drei Ausbildungsstufen zum Sachkundigen für Veranstaltungsrigging.
Der Veranstaltungsrigger „Level 1“ führt einfache Riggingtätigkeiten, von denen eine geringe Gefährdung ausgeht, durch. Die Art der Tätigkeit wird bestimmt durch die Ausbildung, Kenntnis und Erfahrung der Person.
Das Erstellen von temporären Anschlagpunkten ist nur unter Aufsicht eines Veranstaltungsriggers mit mindestens „Level 2“ Nachweis erlaubt. Für das eigenständige Ausführen sämtlicher Riggingtätigkeiten ist das Level 2 notwendig. Die Tätigkeiten des Veranstaltungsrigger „Level 2“ entsprechen dem Sachkundigen für Veranstaltungsrigging gemäß SR 3.0 (VPLT Standards zur Veranstaltungstechnik – Sachkundiger für Veranstaltungsrigging). Er trägt die Fachverantwortung für sein Aufgabengebiet, mit Ausnahme: Arbeiten mit erhöhtem Gefährdungsgrad oder mit nicht standardisierten Konstruktionen. Diese werden nur durch einen Veranstaltungsrigger „Level 3“ ausgeführt.
Der Veranstaltungsrigger „Level 3“ besitzt besondere fachliche Qualifikationen und Führungsqualitäten, die bei hohem Gefährdungsgrad der Leistungen oder nicht standardisierten Konstruktionen erforderlich sind. Ihm obliegt die Planung, Leitung und Aufsicht für das Gewerk Rigging.
Der in der Branche so genannte „Rigger-Schein“ wird mit Abschluss der Lehrgänge „Level 1“ bis „Level 3“ der Sachkundenachweis für Veranstaltungsrigging SQQ2 erworben.